# Eduard Serhijenko
Eduard Volodymyrovyč Serhijenko (in ucraino Едуард Володимирович Сергієнко?, in kazako Эдуард Сергиенко?, Édward Sergïyenko, in russo Эдуард Владимирович Сергиенко?, Ėduard Vladimirovič Sergienko; Charcyz'k, 18 febbraio 1983) è un calciatore ucraino naturalizzato kazako, centrocampista del Taraz.